# Gerhard Hartmann (Theologe)
Gerhard Hartmann (* 21. Juni 1945 in Linz) ist ein österreichischer römisch-katholischer Kirchenhistoriker.

## Leben
Hartmann studierte nach dem Besuch eines Wiener Gymnasiums Theologie, Geschichte und Rechtswissenschaften in Wien. Während seines Studiums wurde er 1965 Mitglied der katholischen Studentenverbindung KAV Bajuvaria Wien im ÖCV. Später wurde er noch Mitglied der KÖHV Carolina Graz, KÖaV Carinthia Klagenfurt, KDStV Rheno-Saxonia (Köthen) Halle und KDStV Ferdinandea (Prag) Heidelberg.  Nach seinem Abschluss war er als Universitätsassistent und kurze Zeit als Gymnasiallehrer tätig.
Von 1970 bis 1999 war er beim Druck- und Verlagshaus Styria beschäftigt und war dessen Wiener Repräsentant, arbeitete ab 1977 im historischen Lektorat in der Grazer Verlagszentrale und war ab 1982 Leiter der Kölner Niederlassung. Ab 2000 war er Geschäftsführer der Lahn-Verlag GmbH in Kevelaer sowie in der Verlagsleitung bei Butzon & Bercker.
1990 habilitierte er sich für Neuere Kirchengeschichte mit besonderer Berücksichtigung der kirchlichen Zeitgeschichte an der Katholisch-Theologischen Fakultät der Karl-Franzens-Universität in Graz. Als Privatdozent lehrte er Neuere Kirchengeschichte an der Universität Graz. Er veröffentlichte zahlreiche Publikationen zu Kirchengeschichte, Religion und Spiritualität.
Hartmann war als Studentenhistoriker tätig. Von 1976 bis 1981 war er Leiter der Bildungsakademie des ÖCV, nachdem er 1970/71 maßgeblich an deren Gründung beteiligt gewesen war.

## Ehrungen und Auszeichnungen
1988: Kardinal-Innitzer-Förderungspreis für Theologie

## Schriften (Auswahl)
- Daten der Kirchengeschichte. Marixverlag, Wiesbaden 2007, ISBN 3-86539-919-3.
- Die Kaiser des Heiligen Römischen Reiches. Marixverlag, Wiesbaden 2008, ISBN 978-3-86539-938-0.
  - Die Kaiser des Heiligen Römischen Reiches. 2. ergänzte Auflage, Marixverlag, Wiesbaden 2014, ISBN 978-3-86539-369-2.
- als Herausgeber: Was mir Halt gibt. Gedanken von Benedikt XVI., Mutter Teresa, Anselm Grün, Jörg Zink u. a. (= Topos-Taschenbücher. Band 677). Verlagsgemeinschaft Topos plus, Kevelaer 2009, ISBN 978-3-8367-0677-3.
- als Herausgeber: Mehr Hoffnung wagen. Texte mit Zuversicht (= Topos-Taschenbücher. Band 702). Verlagsgemeinschaft Topos plus, Kevelaer 2010, ISBN 978-3-8367-0702-2.
- Wählt die Bischöfe. Ein Vorschlag zur Güte und zur rechten Zeit (= Topos-Taschenbücher. Band 716). Lahn-Verlag, Kevelaer 2010, ISBN 978-3-8367-0716-9.
- als Herausgeber mit Gisela Baltes und Maria Andrea Stratmann: Mit den Heiligen von Tag zu Tag (= Topos-Taschenbücher. Band 771). Verlagsgemeinschaft Topos plus, Kevelaer 2011, ISBN 978-3-8367-0771-8.
- Der CV in Österreich. Seine Entstehung, seine Geschichte, seine Bedeutung. Lahn-Verlag, Kevelaer 2011, ISBN 978-3-7840-3498-0.
- als Herausgeber: Was mir Wert ist. Texte von Mutter Teresa, Anselm Grün, Peter Dyckhoff, Helmut Krätzl u. a. (= Topos-Taschenbücher. Band 777). Verlagsgemeinschaft Topos plus, Kevelaer 2012, ISBN 978-3-8367-0777-0.
- als Herausgeber: Was mich trägt. Texte von Anselm Grün, Willi Hoffsümmer, Eugen Drewermann, Silja Walter, Elisabeth Lukas u. a. (= Topos-Taschenbücher. Band 831). Verlagsgemeinschaft Topos plus, Kevelaer 2013, ISBN 978-3-8367-0831-9.
- als Herausgeber: Lebens-Orte. Texte von Hildegard von Bingen, Johannes XXIII., Jörg Zink, Huub Oosterhuis, Elisabeth Lukas, Leonardo Boff u. a. (= Topos-Taschenbücher. Band 860). Verlagsgemeinschaft Topos plus, Kevelaer 2014, ISBN 978-3-8367-0860-9.
- als Herausgeber: Was mir gut tut. Texte von Papst Franziskus, Rainer Maria Rilke, Franz Kardinal König, Fulbert Steffensky u. a. (= Topos-Taschenbücher. Band 901). Verlagsgemeinschaft Topos plus, Kevelaer 2015, ISBN 978-3-8367-0901-9.
- mit Jürgen Holtkamp: Die Kirche und das liebe Geld. Fakten und Hintergründe. Verlagsgemeinschaft Topos plus, Kevelaer 2015, ISBN 978-3-8367-0001-6.
- als Herausgeber: Was mir heilig ist. Mit Texten von Papst Franziskus, Khalil Gibran, Rainer Maria Rilke, Leonardo Boff, Hans Maier, Selma Lagerlöf u. a. (= Topos-Taschenbücher. Band 1038). Verlagsgemeinschaft Topos plus, Kevelaer 2016, ISBN 978-3-8367-1038-1.
- als Herausgeber: Wohin wir gehen werden. Mit Texten von Erasmus von Rotterdam, Martin Luther, Dietrich Bonhoeffer, Leonardo Boff, Pierre Stutz, Eugen Drewermann, Charles de Foucauld u. a. (= Topos-Taschenbücher. Band 1080). Verlagsgemeinschaft Topos plus, Kevelaer 2017, ISBN 3-8367-1080-3.